# Heterocarionte
Un heterocarionte es un célula multinucleada que contiene núcleos genéticamente diferentes. Heterocariótico y heterocritosis son términos derivados. Este es un tipo especial de sincitio, que puede ocurrir naturalmente, como en el micelio de un hongo durante la reproducción sexual, o artificialmente formado por la fusión experimental de dos células genéticamente diferentes, por ejemplo, en tecnología de hibridoma.
Un ejemplo médico es el heterocarionte compuesto de varios núcleos del síndrome de Hurler y el síndrome de Hunter. Ambas enfermedades resultan en problemas de metabolismo mucopolisacárido. Aun así, un heterocarionte de núcleos que surge de estas enfermedades presenta un metabolismo mucopolisacárido normal, demostrando que los dos síndromes afectan a diferentes proteínas y así se pueden corregir mutuamente en el heterocarionte.
El heterocarionte se encuentran en el ciclo de vida de las levaduras, por ejemplo Saccharomyces cerevisiae, un organismo de modelo genético. La etapa de heterocarionte se produce a partir de la fusión de dos células haploides. Este heterocarionte transitorio puede producir más brotes haploides, o núcleos celulares pueden fundirse y producir una célula diploide, que puede someterse a mitosis.

## Etimología
El término heterocarionte fue acuñado en 1965, independientemente por B. Ephrussi y M. Weiss, por H. Harris y J. F. Watkins, y por Y. Okada y F. Murayama.

## Descubrimiento
El término se utilizó por primera vez para protozoos ciliados como laTetrahymena. Este tiene dos tipos de núcleos celulares, un gran macronúcleo somático y un pequeño micronúcleo en la línea germinal. Ambos existen en una sola célula al mismo tiempo y llevan a cabo diferentes funciones con distintas propiedades citológicas y bioquímicas.
Muchos hongos (especialmente los hongos micorrízicos arbusculares) exhiben heterocariosis. Los núcleos haploides dentro de un micelio pueden diferir entre sí no solo por la acumulación de mutaciones, sino por la fusión no sexual de hifas fúngicas genéticamente distintas, aunque existe un sistema de auto/hetero reconocimiento en hongos y usualmente se previenen las fusiones con el hetero reconocimiento. En la heterocariosis es también común en el apareamiento, ya que en Dikarya (Ascomycota y Basidiomycota) el apareamiento requiere el encuentro de núcleos haploides de tipos de apareamiento opuestos. Los núcleos no se funden inmediatamente y permanecen haploides en un estado n + n hasta el inicio de la meiosis: este fenómeno se denomina cisterogamia retardada. La heterocariosis puede conducir a individuos que tienen diferentes núcleos en diferentes partes de su micelio, aunque en ascomycota, particularmente en la Neurospora, se ha demostrado que los núcleos fluyen y se mezclan a través del micelio. En el heterocarionte, la noción misma del individuo se vuelve vaga puesto que la regla de un genoma es igual a que un individuo no aplica más. La heterogeneidad genética dentro de lo individual es de hecho normalmente considerada para ser detrimental, variantes tan particulares pueden ser seleccionadas para interrumpir la integridad del nivel individual.
La heterocariosis es más común en hongos, pero también ocurre en mohos mucilaginosos. Esto sucede porque los núcleos en la forma 'plasmodium' son los productos de muchas fusiones de a parejas entre los individuos haploides ameboide. Cuando los núcleos genéticamente divergentes se unen en la forma plasmódica, se ha demostrado que los más astutos emergen. Sin embargo, la homogeneidad genética entre la ameba fusionada sirve para mantener el plasmodio multicelular.